# Thecacoris spathulifolia
Thecacoris spathulifolia là một loài thực vật có hoa trong họ Diệp hạ châu. Loài này được (Pax) Leandri miêu tả khoa học đầu tiên năm 1957.